# Italochrysa stigmatica
Italochrysa stigmatica är en insektsart som först beskrevs av Jules Pièrre Rambur 1838.  Italochrysa stigmatica ingår i släktet Italochrysa och familjen guldögonsländor. Inga underarter finns listade i Catalogue of Life.